# Ghana (sô-cô-la)

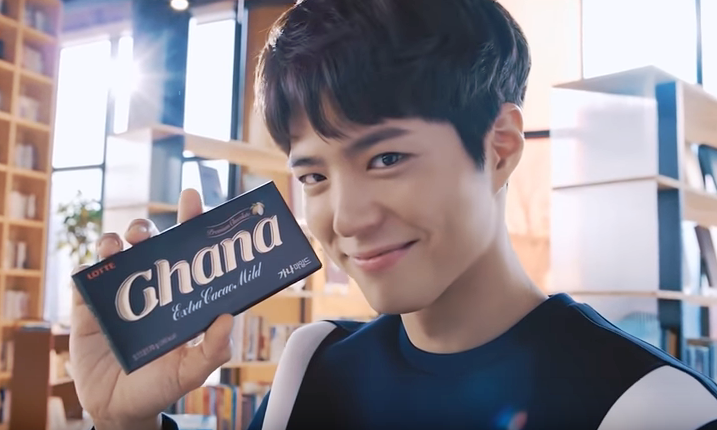
Nam diễn viên Park Bo-gum, người ủng hộ nam đầu tiên của Ghana kể từ khi nó được đưa vào thị trường Hàn Quốc vào năm 1975

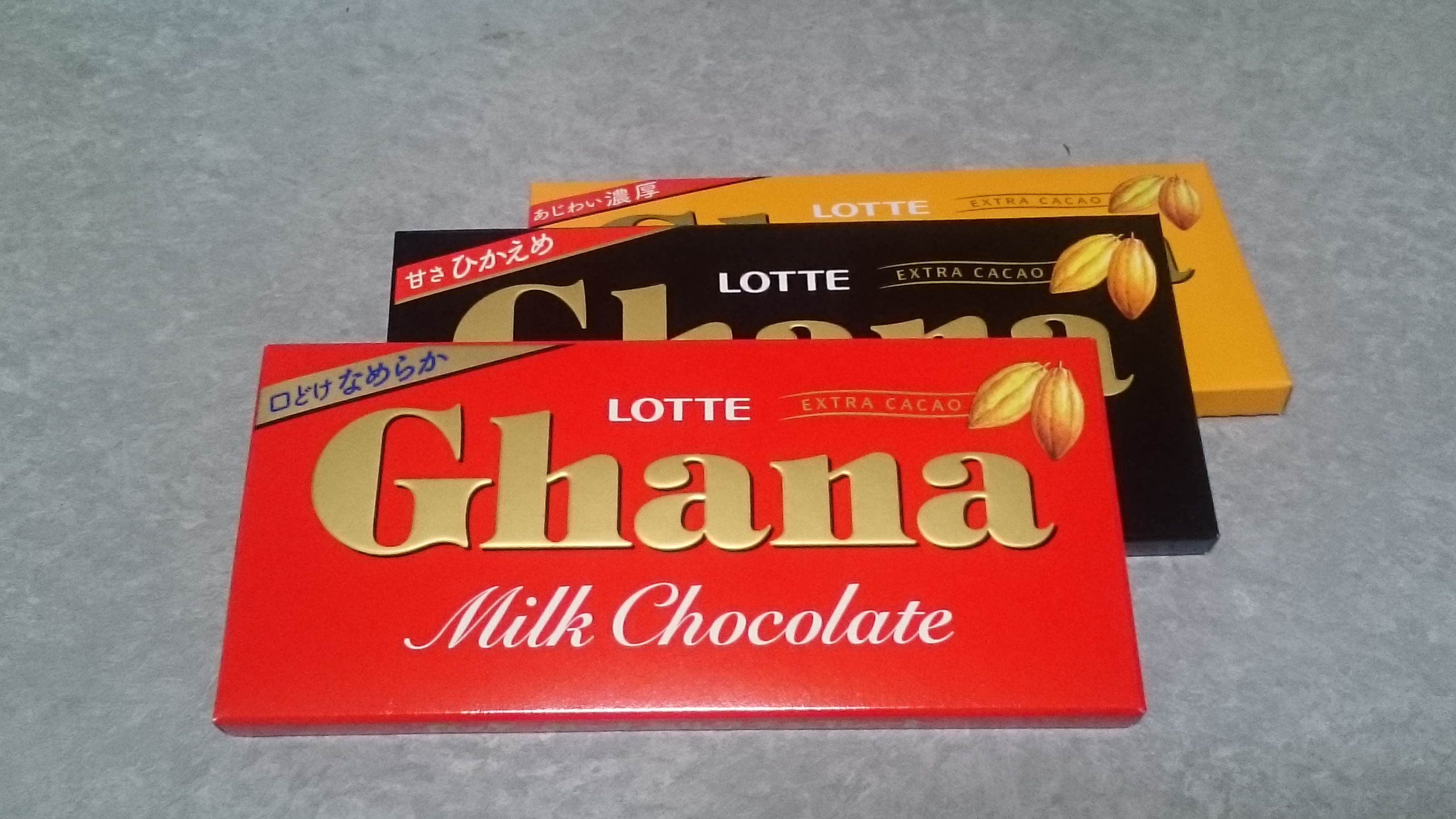

Ghana (Katakana: ガーナ, tiếng Hàn: 가나) là một thương hiệu sô cô la được sản xuất bởi công ty Lotte Confectionery từ năm 1964 và Hàn Quốc từ năm 1975. Tên của nó là một sự tôn kính đối với đất nước Ghana, một trong những đất nước xuất khẩu hạt cacao lớn nhất thế giới để sản xuất sô cô la. Loại kẹo này có kết cấu dạng kem và là một thương hiệu phổ biến ở cả Hàn Quốc lẫn Nhật Bản.
Loại socola Ghana phiên bản Nhật được tạo ra bởi Lotte ở Nhật Bản, và nó không giống so với loại của Hàn Quốc nó sử dụng bơ cacao bằng phương pháp microglind. Giống như Hàn Quốc, sô cô la Ghana của Nhật Bản được viết là "Ghana" bằng tiếng Anh. Ghana có bốn loại sô cô la bọc màu đỏ, đen, trắng và be.

## Các sản phẩm
- Ghana cacao milk chocolate
- Ghana black excellent
- Ghana excellent bite size
- Ghana black
- Ghana toppo
- Ghana mild cacao mild chocolate
- Ghana Air (Air light)

## Những người ủng hộ nổi tiếng
- Lee Mi-yeon (Hàn Quốc, thập niên 1980)
- Masami Nagasawa
- Emi Takei
- Mao Asada, Yuzuru Hanyu, Tao Tsuchiya, Airi Matsui (Nhật Bản, 2014)[4]
- Miwa Yoshida
- Kyōko Koizumi
- Ei Morisako
- Kyoko Fukada
- Aya Ueto
- Jo Bo-ah (Hàn Quốc, 2012)[5]
- Lee Hye-ri (Hàn Quốc, 2016)[6]
- Park Bo-gum (Hàn Quốc, 2017, người ủng hộ nam Hàn Quốc đầu tiên của thương hiệu này)[7][8]
- Jun Ji-hyun (Hàn Quốc, 2021)

- Wanna One
- IU
- Amerado